# Hammerheart Records
Hammerheart Records ist eine niederländische Plattenfirma, die 2004 in Karmageddon Media umbenannt wurde und 2011 unter altem Namen neu entstand. Das Independent-Label hat sich vor allem durch ihre Veröffentlichungen im Bereich des Extreme Metal (vor allem Death Metal, Black Metal, Doom Metal, Folk Metal) mit Bands aus aller Welt einen Namen gemacht. Das Label ist in Holland als Hammerheart Holdings B.V. inkorporiert.

## Labelgeschichte
Das Label hatte seinen Sitz in Valkenburg aan de Geul. Die Gründer und Eigentümer waren Peter van Ool und Guido Heijnens.
Die erste Veröffentlichung des Labels war eine Split-CD zwischen der deutschen Pagan-Metal-Band Tumulus und der norwegischen Viking-Metal-Band Mock. Zu den weiteren Veröffentlichungen zählen Gruppen aus dem Black-/Death-/Pagan-Metal-Lager wie Ancient Rites, Aeternus, Hades Almighty und Primordial, aber auch Bands wie Hagalaz’ Runedance, die eher ruhigere Musik machen.
Zu den bemerkenswerten Veröffentlichungen gehörten die griechische Band Septic Flesh und die Bootlegs Zero Tolerance I & II., veröffentlicht als Chuck Schuldiner und seiner Band Control Denied, aber mit Probe- und Live-Aufnahmen der Band Death. Dies führte zu Rechtsstreitigkeiten mit Schuldiners Estate und einem Rückzug der Titel im Oktober 2009.
2003 hatte Hammerheart Records finanzielle Probleme. Man entschied sich unter dem Namen Karmageddon Media weiterzumachen und es gelang den beiden Gründern mit Plastic Head Distribution einen neuen Vertrieb zu finden.

## Veröffentlichungen (Auswahl)
als Hammerheart Records
- 1995: Tumulus/Mock · Hymns and Dirges/Cold Winter
- 1995: In the Woods… · A Return to the Isle of Men
- 1999: Manes · Under ein blodraud maane
- 1999: Thyrfing · Hednaland
- 2000: Primordial · Spirit the Earth Aflame
- 2001: VON · Satanic Blood (Bootleg)
- 2001: Verschiedene Künstler · In Conspiracy with Satan – A Tribute to Bathory (Wiederveröffentlichung)
- 2002: Necrophobic · Bloodhymns
- 2002: Cruachan · Tuatha Na Gael (Wiederveröffentlichung)
- 2002: Danse Macabre · Matters of the Heart
- 2002: Hagalaz’ Runedance · Frigga’s Web
- 2003: Ancient Rites · Dim Carcosa
- 2019: Scald · Will of the Gods Is Great Power

als Karmageddon Media
- 2003: Torture Killer · For Maggots to Devour
- 2004: Aeternus · Shadows of Old
- 2004: Septic Flesh · Sumerian Daemons
- 2004: Verschiedene Künstler · Nordic Metal – A Tribute to Euronymous (Wiederveröffentlichung)
- 2004: Chuck Schuldiner · Zero Tolerance (Bootleg)
- 2004: Occult · Elegy for the Weak
- 2004: Ad Vitam Aeternam · Abstract Senses
- 2004: Dark Funeral/VON · Devil Pigs (Bootleg)
- 2005: Severe Torture · Bloodletting
- 2005: Glittertind · Til Dovre Faller
- 2005: Dismember · Like an Everflowing Stream (Wiederveröffentlichung)
- 2005: Mercenary · First Breath